# Małoziemce
Małoziemce – kolonia w Polsce położona w województwie lubelskim, w powiecie włodawskim, w gminie Wola Uhruska. 
Miejscowość leży przy drodze wojewódzkiej nr 816 w odległości 6 km na północ od siedziby gminy.
W latach 1975–1998 miejscowość administracyjnie należała do województwa chełmskiego.
Wierni Kościoła rzymskokatolickiego należą do parafii Ducha Świętego w Woli Uhruskiej.